# In Nacht und Eis
In Nacht und Eis (titolo completo: In Nacht und Eis. Der Untergang der Titanic) è un cortometraggio muto del 1912 scritto, diretto e interpretato da Mime Misu
La storia è incentrata sul naufragio del Titanic. Il film è conosciuto in Germania anche con il titolo Der Untergang der Titanic, ovvero "L'affondamento del Titanic".
Le riprese del film ebbero inizio durante l'estate 1912, mentre la prima si ebbe nell'inverno dello stesso anno.
Gli effetti speciali, se confrontati con quelli odierni, sono da ritenersi primitivi, ma all'epoca suscitarono molta impressione: un modellino del Titanic colpisce un blocco di ghiaccio posto in un laghetto ed affonda.
Il film contiene molte scene non attinenti alla realtà della vicenda, come ad esempio il fuoco che fuoriesce dai fumaioli, i passeggeri che cantano alcuni inni, oppure l'esplosione delle caldaie.

## Produzione
In Nacht und Eis venne prodotto dalla Continental Film Studios di Berlino.
Alcune scene vennero girate in un lotto degli studi di Berlino, con i vigili del fuoco che provvidero all'acqua da utilizzare nelle scene dell'affondamento; altre parti del film furono girate ad Amburgo, ed altre ancora, probabilmente, a bordo della nave da crociera tedesca Kaiserin Augusta Victoria, attraccata ad Amburgo. Le scene della nave vista dall'alto furono girate grazie all'ausilio di un modellino fatto viaggiare sulla birra.
Con i suoi 35 minuti di durata, In Nacht und Eis dura tre volte tanto del film Salvata dal Titanic, successo commerciale anch'esso basato sull'affondamento della nave inglese.

## Distribuzione
Già dal 1914 si pensava che il film fosse perso per sempre, come tanti altri film muti dell'epoca, ma nel 1998 il capitano Jan Gildermeister realizzò di averlo nella sua collezione privata, lo disse al quotidiano "Der Tagesspiel" e lo presentò in un cinema d'essai, in contemporanea con la chiusura della Berlinale. Alcune scene del film possono essere viste nel documentario Beyond Titanic.
Attualmente il film è disponibile per la visione gratuita su YouTube.